# Jacquinia verticillaris
Jacquinia verticillaris är en viveväxtart som beskrevs av Ignatz Urban. Jacquinia verticillaris ingår i släktet Jacquinia och familjen viveväxter. Inga underarter finns listade i Catalogue of Life.